# Rata talp cega d'Ehrenberg
La rata talp cega d'Ehrenberg (Spalax ehrenbergi) és una espècie de rosegador de la família dels espalàcids. Viu a Egipte, Israel, Jordània, el Líban, Líbia, Síria i Turquia. Es tracta d'un animal excavador. Els seus hàbitats naturals són les estepes seques, els semideserts i, marginalment, els deserts. És una espècie en risc mínim, és a dir, no sembla que hi hagi cap amenaça significativa per a la seva supervivència.
L'espècie fou anomenada en honor del naturalista alemany Christian Gottfried Ehrenberg.